# Klimeschia unicolorella
Klimeschia unicolorella är en fjärilsart som beskrevs av Pierre Millière. Klimeschia unicolorella ingår i släktet Klimeschia och familjen skäckmalar. Inga underarter finns listade i Catalogue of Life.